# The New Hollstein Dutch & Flemish Etchings, Engravings and Woodcuts 1450–1700

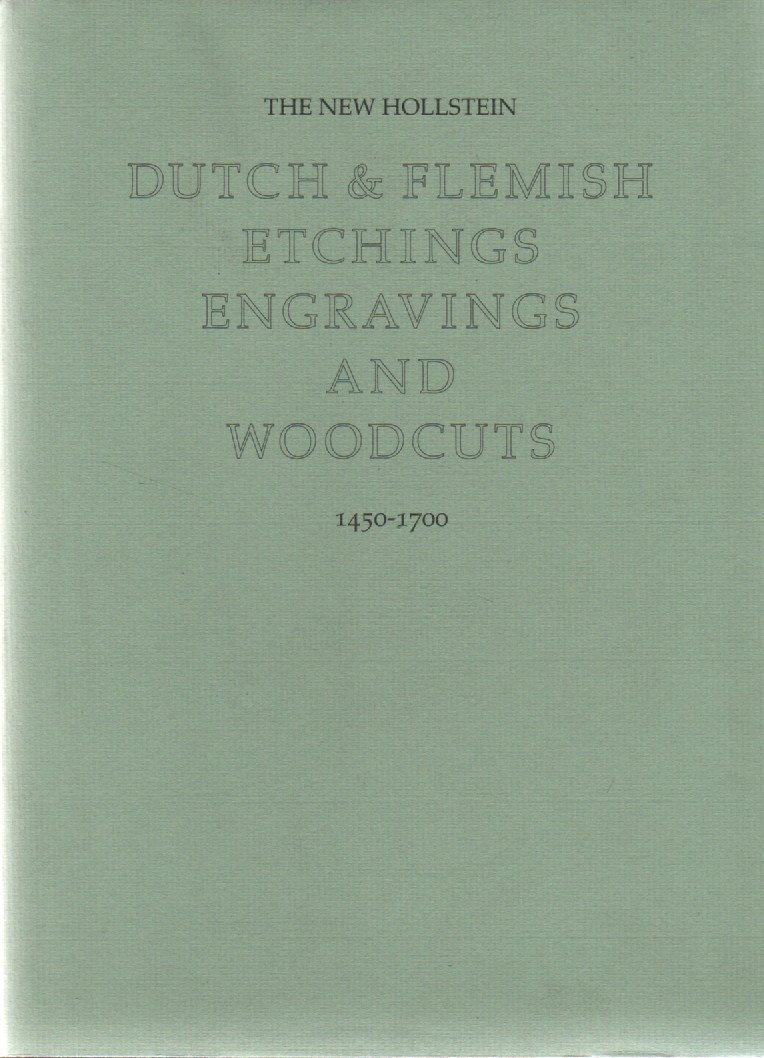
The New Hollstein Dutch & Flemish Etchings, Engravings and Woodcuts 1450–1700, Buchdeckel

The New Hollstein Dutch & Flemish Etchings, Engravings and Woodcuts 1450–1700 ist eine seit 1993 erscheinende Reihe von Werkverzeichnissen der niederländischen und flämischen Grafiker des 15. bis 17. Jahrhunderts. Die Reihe ist Nachfolger der von Friedrich Wilhelm Hollstein begründeten und von 1948 bis 2010 in 72 Bänden veröffentlichten Katalogreihe Hollstein’s Dutch & Flemish Etchings, Engravings and Woodcuts ca. 1450–1700. Die Reihe besteht aus Monografien zum grafischen Gesamtwerk einzelner Künstler, die meist in mehreren zusammenhängenden Bänden erscheinen und in Abbildungen und Texten jedes einzelne Werk beschreiben.

## Vorläufer:Hollstein’s Dutch & Flemish Etchings, Engravings and Woodcuts ca. 1450–1700
Von 1948 bis 2007 erschien in 71 Bänden Hollstein’s Dutch & Flemish Etchings, Engravings and Woodcuts ca. 1450–1700, dem im Jahr 2010 ein Registerband zugefügt wurde. Diese Werkverzeichnisse stellten bei ihrer Veröffentlichung jeweils den Stand der Forschung dar. Sie galten fast ein halbes Jahrhundert lang als Standardwerke für die niederländische und flämische Grafik und fand in Museen, Galerien, kunsthistorischer Forschung und im Kunsthandel weite Verbreitung. Die Bände sind zum großen Teil noch lieferbar.
Aus der Sicht des frühen 21. Jahrhunderts weisen die frühen Bände gravierende Mängel auf. Sie entsprechen bei Weitem nicht dem aktuellen Forschungsstand. Die Werkverzeichnisse wurden oft unter Nichtbeachtung bedeutender Sammlungen in den Vereinigten Staaten verfasst und die europäischen Sammlungen, in denen sich gute Drucke befinden, wurden nicht angegeben. Die Zahl der bekannten Zustände hat sich im Einzelfall vervielfacht, und einige Werke wurden in den Jahrzehnten seit der Veröffentlichung des Hollstein’s Dutch neu entdeckt oder einem anderen Künstler zugeschrieben. Drei Viertel der Werke sind gar nicht abgebildet, und die vorhandenen Abbildungen sind überwiegend von derart schlechter Qualität, dass sie lediglich zum Identifizieren eines Druckes taugen. Nach dem Tod Friedrich Wilhelm Hollsteins im Jahr 1957 kam die Herausgabe der Reihe für etwa zehn Jahre fast zum Stillstand. Durch Karel G. Boon, damals Kurator und später Direktor des Rijksprentenkabinet, wurde die Reihe fortgesetzt. Dabei wurden die Ansprüche deutlich erhöht. Die beiden von Boon und Christopher White zusammengestellten Rembrandt-Bände von 1969 enthielten erstmals Angaben zum Plattenton und zu den verwendeten Druckunterlagen.

## The New Hollstein Dutch & Flemish Etchings, Engravings and Woodcuts ca. 1450–1700
Die in der Fachwelt lange erwartete neue Reihe half der Kritik an ihrem Vorgänger ab. Noch in der Mitte des 20. Jahrhunderts wurde es für das Erstellen eines grafischen Gesamtwerks vielfach als ausreichend angesehen, die Sammlungen weniger Museen in Europa eingehend zu studieren. Heute wird die weltweite Erfassung der öffentlichen und privaten Sammlungsbestände gefordert, was durch die verbesserten Reisemöglichkeiten, die Digitalfotografie und die moderne Telekommunikation ermöglicht wird. Die deutlich verbesserten technischen Hilfsmittel zur Analyse historischer Drucke erlauben eine viel genauere Untersuchung der Werke. Insbesondere sind, von Ausnahmen abgesehen, im New Hollstein Dutch nicht nur alle Werke, sondern auch alle bekannten Zustände in hervorragender Qualität abgebildet. Erstmals erfolgten systematisch eingehende Untersuchungen der Wasserzeichen und der verwendeten Papiersorten, sowie Analysen von Beschädigungen und Retuschen der Druckplatten. Im Ergebnis konnten zahlreiche Werke neu datiert werden und in vielen Fällen Beziehungen zwischen einzelnen Werken oder ihren Künstlern erkannt werden.
Während der erste Hollstein’s Dutch die Gesamtwerke der Künstler alphabetisch nach deren Namen geordnet zu erfassen suchte, und in den Bänden der Nummerierung von Adam Bartsch folgte, bemüht sich der New Hollstein Dutch um eine thematische Bündelung. So gibt es eine Reihe von Werken herausragender Graveure wie Lucas van Leyden und Cornelis Cort, eine Reihe mit holländischen Manieristen wie Karel van Mander, Jakob de Gheyn II. und Hendrick Goltzius, und eine Reihe der im Hollstein’s Dutch vernachlässigten flämischen Künstler des 16. Jahrhunderts wie Gerard van Groeningen. Entsprechend der in der kunsthistorischen Forschung gestiegenen Wertschätzung für die Entwerfer sind auch Künstler wie Anthony van Dyck und Johannes Stradanus mit eigenen Bänden berücksichtigt. Die einzelnen Bände nehmen von der Bartsch-Nummern Abstand und ordnen die Drucke der Künstler chronologisch nach dem Entstehungsjahr.
Die Katalogeinträge nennen zunächst knapp die Katalognummer, den Werktitel, das Jahr und Angaben wie die verwandte Technik, die Maße der Platte und die Einzelheiten zur Signatur. Darauf folgen Angaben zu jedem einzelnen Zustand: Bildbeschreibung oder Abweichungen zum vorhergehenden Zustand (das kann auch das Hinzufügen von nur zwei kleinen Punkten sein), besitzende Sammlungen mit Angabe der Inventarnummern und Details der individuellen Drucke wie Besitzerzeichen, verwendetes Papier und gelegentlich Literaturhinweise zu individuellen Drucken. Nach diesen Angaben zu den Zuständen werden die Katalognummern anderer Werkverzeichnisse seit Bartsch angegeben und die Literatur zum Werk aufgelistet. Es folgen Angaben zur Provenienz der Kupferplatte und zu den Wasserzeichen der einzelnen Zustände, wo möglich mit der Angabe der Jahreszahl. Die abschließende Liste der bekannt gewordenen Kopien führt diese mit Einzelheiten wie dem Namen des Kopisten, Technik und Format auf.
Die inhaltliche Tiefe wirkt sich naturgemäß auf den Umfang des Werks aus. So umfassen die sieben von Erik Hinterding und Jaco Rutgers verfassten Bände über das grafische Werk Rembrandt van Rijns in zwei Textbänden, drei Tafelbänden mit den Abbildungen aller katalogisierten Radierungen in allen Zuständen und zwei Bänden mit Abbildungen von Kopien mehr als 2200 Seiten. Die erste Reihe kam 1969 noch mit je einem Text- und Tafelband aus. Die Nummerierung des New Hollstein ist im professionellen Bereich heute der Standard, sie hat die im späten 18. Jahrhundert eingeführten Bartsch-Nummern abgelöst.

## Bände
- Maarten van Heemskerck, 2 Bände, 1993–1994
- Hendrick Hondius, 1994
- Lucas van Leyden, 1996
- Gerard van Groeningen, 2 Bände, 1997
- The Van Doetecum family, 4 Bände und CD, 1998
- Karel van Mander, 1999
- The Muller dynasty, 3 Bände, 1999
- Cornelis Cort, 3 Bände, 2000
- The De Gheyn family, 2 Bände, 2000
- Reinier Nooms, called Zeeman, 2 Bände, 2001
- Philips Galle, 4 Bände, 2001
- Anthony van Dyck, 9 Bände, 2002
- The Wierix family, 13 Bände, 2003–2007
- Peeter van der Borcht, 7 Bände, 2004–2006
- The Collaert dynasty, 8 Bände, 2005–2006
- Pieter Bruegel The Elder, 2006
- Jacob Matham, 3 Bände, 2007–2008
- Simon Frisius, 2 Bände, 2008
- Johannes Stradanus, 3 Bände, 2008
- Remigius and Frans Hogenberg, 2009
- Frans Hogenberg, 2 Bände, 2009
- Frans Floris, 2 Bände, 2011
- Crispijn van den Broeck, 2 Bände, 2011
- Hendrick Goltzius, 4 Bände, 2012
- Rembrandt, 7 Bände, 2013
- Nicolaes de Bruyn, 2 Bände, 2014
- Adriaen, Jan and Theodoor Matham, 2 Bände, 2015
- Hans Bol, 2 Bände, 2015
- Johannes Teyler, 4 Bände, 2017
- Abraham de Bruijn, 2 Bände, 2017
- The De Jode dynasty, 4 Bände, 2018
- Jacob Cornelisz, 2019